# Il problema negro in America
Il problema negro in America è un libro scritto da Giulio Ricchezza, nel quale l'autore descrive il problema razziale statunitense riferito ai neri, attraverso il racconto dei fatti di cronaca degli anni sessanta e dell'inizio del decennio successivo. Si tratta di una cronaca di marce di protesta, di sommosse, di ribellioni nei campus universitari, di manifestazioni contro le forze dell'ordine e le leggi discriminanti, ma è anche lo storia di coraggiosi leader che hanno pagato con la vita il loro impegno sociale.
Il primo personaggio su cui l'autore focalizza l'attenzione è Angela Davis, a quell'epoca ventiseienne, allieva prediletta di Herbert Marcuse, e già insegnante presso l'Università di Los Angeles, che il 14 giugno 1970 si è ritrovata sul banco degli imputati, accusata della strage al tribunale californiano di San Rafael.
L'autore focalizza l'attenzione sugli attriti emersi fra la comunità nera di Harlem e i commercianti ebrei bianchi, e non è un caso se lo stesso Martin Luther King difese a spada tratta gli ebrei invitando i suoi compagni a impegnarsi in ben altre lotte sociali.
Dello stesso King, vengono narrati gli ultimi momenti di vita, trascorsi nella città di Memphis, il 28 marzo 1968. Il libro inquadra l'atmosfera elettrica che il Black Power e le Pantere Nere in quegli anni inducevano a causa delle ingiustizie sociali, queste ultime ben tangibili nei procedimenti giudiziari faziosi, nelle repressioni poliziesche spropositate e a senso unico, nelle discriminazioni in vari ambiti, nelle manifestazioni di intolleranza ancora diffuse, come la protesta dei genitori bianchi per l'ammissione di studenti neri su un bus scolastico.
Un altro personaggio descritto nel libro è il reverendo A.D.King, fratello di Luther, morto in circostanze misteriose, dopo che due suoi figli erano stati arrestati per reati minori. Anche le istituzioni religiose, in quegli anni, sono scosse da profonde scissioni che porteranno alla nascita di una miriade di movimenti nell'ambito della chiesa protestante, tra i quali emergono la chiesa del Divin Padre e quella del Trionfo. Cassius Clay assume in quegli anni il ruolo di ministro del culto dei musulmani neri e cambia il nome in Muhammad Alì.
Non poteva mancare, nel libro, un breve excursus storico partente dal 1619, anno dello sbarco sul territorio statunitense dei primi neri.

## Edizioni
- Giulio Ricchezza, Il problema negro in America, Edizioni di Cremille, 1971,  pp.246 , cap.16.